# L’Isle-d’Abeau
L’Isle-d’Abeau ist eine französische Gemeinde mit 17.096 Einwohnern (Stand: 1. Januar 2022) im Département Isère in der Region Auvergne-Rhône-Alpes; sie gehört administrativ zum Arrondissement La Tour-du-Pin und ist der Hauptort (chef-lieu) des Kantons L’Isle-d’Abeau. In den 1970er Jahren wurde die ursprünglich kleine Gemeinde zusammen mit Villefontaine und anderen Gemeinden zu einer Ville nouvelle ausgebaut, so dass sich die Einwohnerzahl vervielfachte. Die Einwohner werden Lilôts, Lilôtes, Lillots oder Lillotes genannt.

## Geografie
Die Gemeinde befindet sich etwa 30 Kilometer ostsüdöstlich von Lyon. Sie wird begrenzt im Norden durch die Gemeinde Saint-Marcel-Bel-Accueil, im Osten und im Südosten durch Bourgoin-Jallieu, im Süden durch Saint-Alban-de-Roche und Four, im Westen durch Vaulx-Milieu und im Nordwesten durch Frontonas.

## Bevölkerung
| Jahr                       | 1962 | 1968 | 1975 | 1982 | 1990 | 1999   | 2006   | 2016   |
| -------------------------- | ---- | ---- | ---- | ---- | ---- | ------ | ------ | ------ |
| Einwohner                  | 684  | 725  | 897  | 1290 | 5554 | 12.034 | 15.397 | 16.074 |
| Quellen: Cassini und INSEE |      |      |      |      |      |        |        |        |

Bis in die 1970er Jahre hinein handelte es sich bei L’Isle-d’Abeau um ein kleines Dorf mit nicht mehr als 900 Einwohnern. Nach Gründung der ville nouvelle stieg die die Einwohnerzahl rasant, überschritt 1990 die 5.000 und stagniert seit Mitte der 2000er Jahre bei etwa 15.500 mit einem Trend nach oben.

## Verkehr
Durch die Gemeinde führt die Autoroute A43 und die frühere Route nationale 6. Der Bahnhof von L’Isle-d’Abeau liegt an der Bahnstrecke Lyon–Marseille.

## Partnergemeinde
- San Vicente del Raspeig, Provinz Alicante, Spanien.